# Малинники (Калінінградська область)
Мали́нники (рос. Малинники) — селище Гур'євського міського округу, Калінінградської області Росії. Входить до складу Низовського сільського поселення.
Населення —  290 осіб (2015 рік). 

## Населення
| 2002 | 2010 |
| ---- | ---- |
| 288  | ↗290 |